# 레벨업 (드라마)
《레벨업》은 MBN에서 2019년 7월 10일부터 2019년 8월 15일까지 방영된 드라마이다.

## 줄거리
회생률 100%의 구조조정 전문가 안단테(성훈 분)와 게임 덕후 신연화(한보름 분)가 부도난 게임 회사를 살릴 신작 출시를 위해 고군분투하는 로맨틱 코미디 드라마다

## 등장 인물

### 주요 인물
- 성훈 : 안단테 역 - 30대 후반. 구조조정 전문 기업 유성CRC 본부장
- 한보름 : 신연화 역 - 게임회사 조이버스터 기획팀장
- 차선우 : 곽한철 역 - 30대 초반. 유성CRC 신입사원
- 강별 : 배야채 역 - 30대 중반. 아레나ENT 대표
- 데니 안 : 박실장 역 - 30대 후반. 유성CRC 박회장의 하나뿐인 아들. 자칭 단테의 오른팔인 실장

### 그 외 인물
- 신정윤 : 송주임 역 - 유성 CRC 직원. 정비서와 서울대 동기. 아버지가 주식 사기를 당해 집안 사정이 어려워져 정비서의 제안으로 조이버스터 서버에 악성코드를 심으나 결국 들켜서 해고
- 류승수 : 조태구 역 - 조이버스터의 전 대표이자 창립자
- B1A4 : 제이 역 - 아레나 ENT 소속의 아이돌
- 베리굿 : 아르테미스 역 - 아레나 ENT 소속의 걸그룹
- 이병준 : 신연화 아버지 역 - 50대 후반. 전자상가에서 20년째 게임 매장을 운영
- 정수교 : 강전무 역 - 40대 초반. 국내 게임업계의 아마존, 넥바이퍼의 전무
- 진우진 : 정비서 역 - 30대 초반. 강전무의 비서. 강 전무의 지시를 받는 행동대장
- 손상연 : 강훈 역 - 18세. 단테의 호적상 동생
- 김지인 : 상미 역 - 18세. '도른자'로 통하는10대 유튜브 크리에이터
- 이가원 : 오미자 역 - 30대 초반. 연화의 오래된 단짝 친구. 치킨 매장 운영
- 선한국
- 손진환 : 안단테 아버지 역
- 정성희 : 디자이너 팀장 역
- 이송이
- 황제성 : 조셉 리 역 - 코딩 전문가. 아르테미스 팬덤 오리온 소속
- 홍은철